# Pseudaletia amblycasis
Pseudaletia amblycasis là một loài bướm đêm trong họ Noctuidae.